# Geodesia

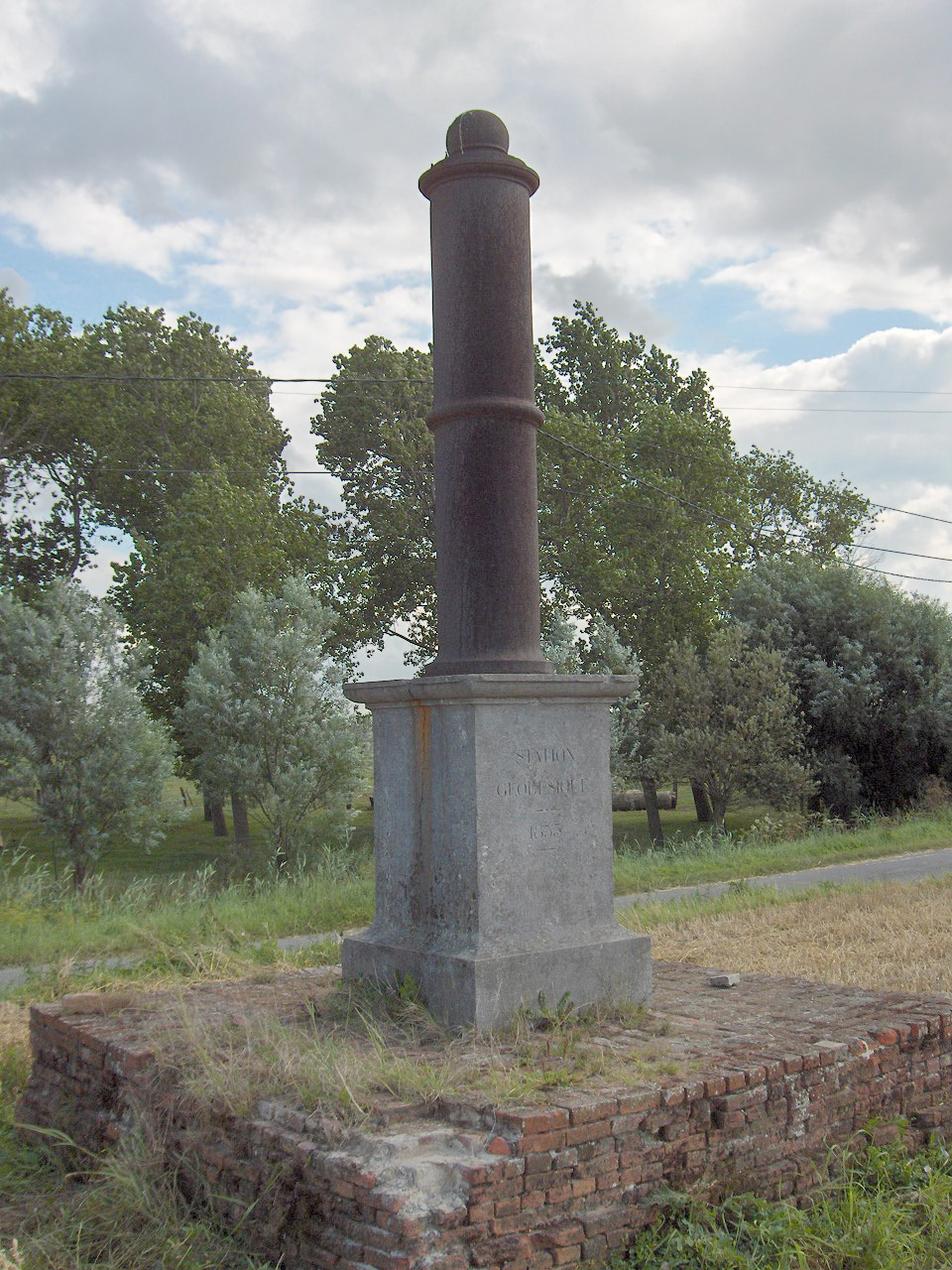
Un vecchio pilastro geodetico (1855) a Ostenda, in Belgio

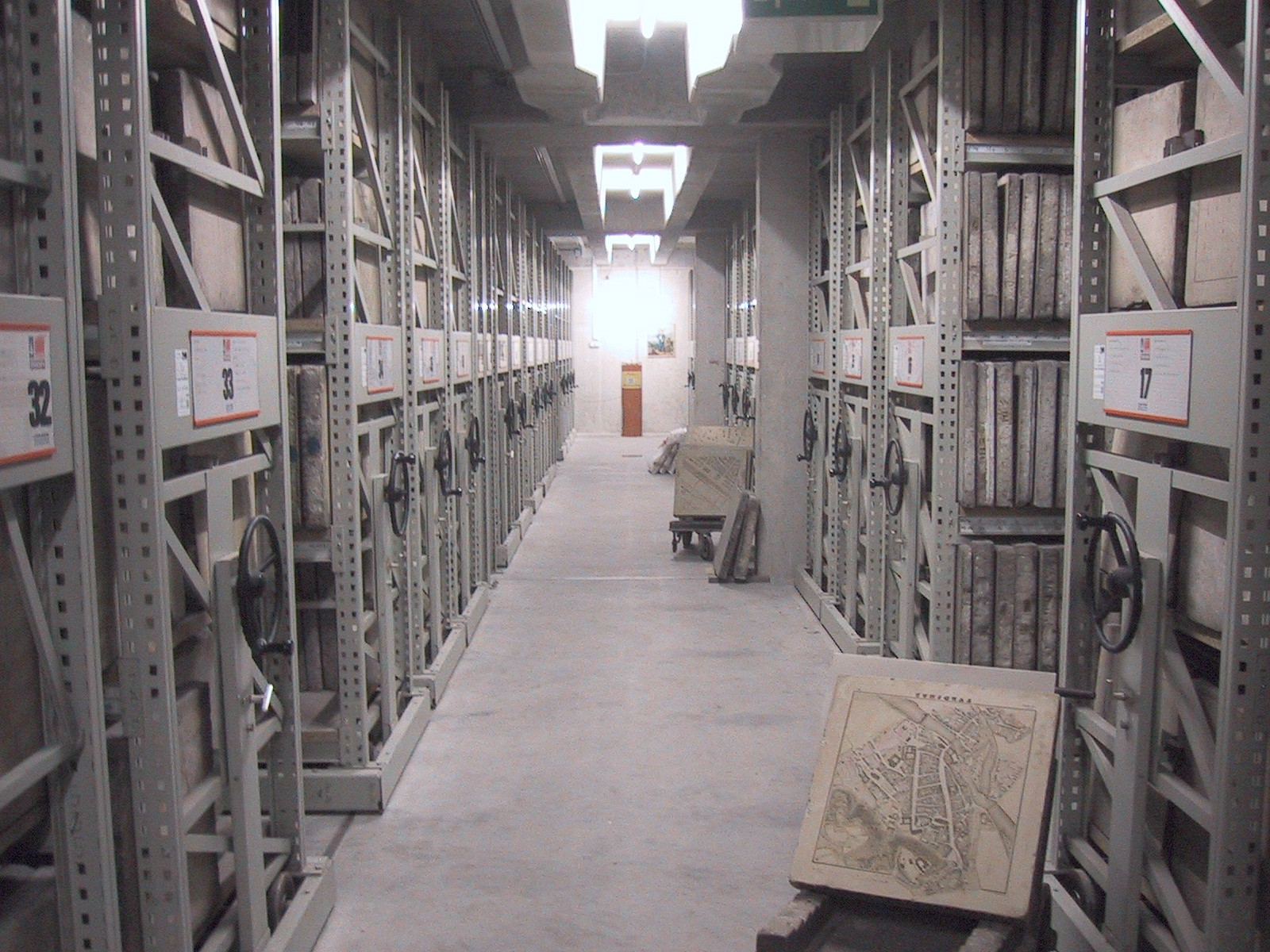
Un archivio di Monaco con tavole litografiche di mappe della Baviera

La geodesia (dal greco γῆ, gê, "terra" e δαίω, dàio, "divido"; pron. geodesìa) è una disciplina appartenente alle scienze della Terra che si occupa della misura e della rappresentazione della Terra, del suo campo gravitazionale e dei fenomeni geodinamici (spostamento dei poli, maree terrestri e movimenti della crosta).

## Ambiti di interesse

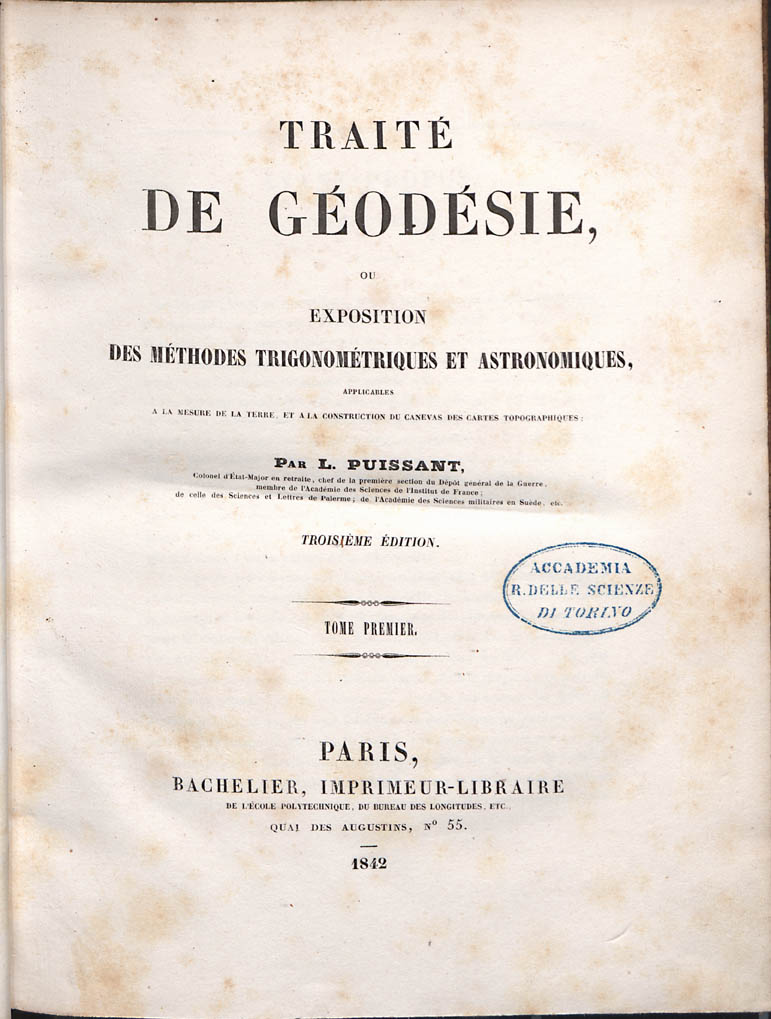
Louis Puissant, Traité de géodésie, 1842

I suoi ambiti d'interesse possono essere suddivisi in due gruppi:
1. Studio delle dimensioni e della forma della Terra nella sua globalità e dei suoi aspetti di carattere gravitazionale cioè determinazione, in ogni punto, dell'intensità e della direzione del vettore gravità {\displaystyle {\vec {g}}};
2. Studio e misura di parti della superficie della Terra (topografia).

### Settori
La Geodesia si differenzia in due parti ben definite: geodesia teorica e geodesia operativa o pratica.

#### Geodesia teorica
Si occupa dello studio della forma della Terra e delle dimensioni della superficie terrestre di riferimento (geoide).

#### Geodesia operativa
Si occupa della elaborazione di modelli per la descrizione e la misura di aree della Terra. Ne fanno parte le tecniche di rilevamento trigonometrico per le misure a terra.

## Geodeti famosi

### Matematici e geodeti prima del 1900
- Abu Rayhan Biruni 973-1048, Khwarezm (Iran/Persia)
- Muhammad al-Idrisi 1100-1166, (Arabia e Sicilia)
- Al-Maʾmūn 786-833, Baghdad (Mesopotamia)
- Johann Jacob Baeyer 1794-1885, Berlino (Germania)
- Karl Maximilian von Bauernfeind, Monaco (Germania)
- Friedrich Wilhelm Bessel, 1784-1846, Königsberg (Germania)
- Sir George Biddell Airy 1801-1892, Cambridge e Londra
- Ruggiero Giuseppe Boscovich, 1711-1787, Roma, Berlino, Parigi
- Pierre Bouguer 1698-1758, (Francia e Perù)
- Heinrich Bruns 1848-1919, Berlino (Germania)
- Alexis Claude Clairaut 1713-1765, (Francia)
- Alexander Ross Clarke, Londra (Inghilterra)
- Loránd Eötvös 1848-1919, (Ungheria)
- Eratostene, 276 a.C.-194 a.C., Alessandria (Grecia ed Egitto)
- Sir George Everest 1830-1843, (Inghilterra e India)
- Ivan Michajlovič Evreinov 1694-1724 (Russia)
- Hervé Faye 1814-1902, (Francia)
- Abel Foullon (Francia)
- Carl Friedrich Gauß 1777-1855, Gottinga (Germania)
- Friedrich Robert Helmert, Potsdam (Germania)
- Ipparco di Nicea, Nicosia (Grecia)
- Christiaan Huygens 1629-1695, (Olanda)
- Johann Heinrich Lambert 1728-1777, (Svizzera)
- Pierre-Simon Laplace 1749-1827, Parigi (Francia)
- Adrien Marie Legendre 1752-1833, Parigi (Francia)
- Johann Benedikt Listing 1808-1882, (Germania)
- Fëdor Fëdorovič Lužin 1695–1727 (Russia)
- Pierre de Maupertuis 1698-1759, (Francia)
- Gerhard Mercator 1512-1594, (Belgio e Germania)
- Friedrich H. C. Paschen, Schwerin (Germania)
- Charles Sanders Peirce 1839-1914, (Stati Uniti d'America)
- Henri Poincaré, 1854-1912, Parigi (Francia)
- J. H. Pratt 1809-1871, Londra (Inghilterra)
- Posidonio di Apamea, Alessandria (Grecia ed Egitto)
- Claudio Tolomeo, Alessandria (Grecia ed Egitto)
- Regiomontanus 1436-1476, (Germania e Austria)
- Georg von Reichenbach 1771-1826, Baviera (Germania)
- Heinrich Christian Schumacher 1780-1850, (Germania ed Estonia)
- Snellius (Willebrord Snel van Royen) 1580-1626, Leida (Paesi Bassi)
- Johann Georg von Soldner 1776-1833, Monaco (Germania)
- George Gabriel Stokes 1819-1903, (Inghilterra)
- Giovanni Antonio Amedeo Plana 1781-1864, (Italia)
- Adolfo Viterbi 1873 – 1917, (Italia)

### Geodeti del XX secolo
- Cesare Aimonetti, 1868-1950, (Italia)
- Alberto Alessio, 1872-1944, (Italia)
- Dimitrios N. Arabelos, Salonicco (Grecia)
- Kurt Arnold, Potsdam (Germania)
- Willem Baarda 1917–2005, Delft (Paesi Bassi)
- C. F. Baeschlin, Zurigo (Svizzera)
- Giancarlo John Baraldo, 1947 (Sud Africa e Italia)
- Arne Bjerhammar, (Svezia)
- Giovanni Boaga 1902-1961, (Italia)
- Mario Boriosi, (Italia)
- Giovanni Bottino Barzizza 1879-1924 (Italia)
- William Bowie 1872-1940, (Stati Uniti d'America)
- Gino Cassinis 1885-1964 (Italia)
- Junyong Chen, Wuhan (Cina)
- Yongling Chen, Wuhan (Cina)
- Giovanni Cicconetti, Poggio Mirteto (Italia)
- Demitris Delikaraoglou, Atene (Grecia)
- Eduard Dolezal, Vienna (Austria)
- Paolo Dore 1892-1969 (Italia)
- David Doyle, (Stati Uniti)
- Wilhelm Embacher 1911-20.., Innsbruck (Austria)
- Ladislav Feil, Zagabria (Croazia)
- John Fillmore Hayford 1868-1925, (Stati Uniti)
- Richard Finsterwalder, Monaco/Hannover (Germania)
- Sebastian Finsterwalder 1862-1951, Baviera (Germania)
- Irene K. Fischer 1907-2009, (Stati Uniti)
- Rene Forsberg, Copenaghen (Danimarca)
- Erik Grafarend, Stoccarda (Germania)
- Erwin Groten, (Germania)
- Weikko A. Heiskanen 1895-1971, (Finlandia)
- Siegfried Heitz, Bonn (Germania)
- Friedrich Hopfner, Vienna (Austria)
- Martin Hotine 1898-1968, (Inghilterra)
- L. Hradilek, (Cecoslovacchia)
- W. K. Hristow, (Bulgaria)
- Sir Harold Jeffreys 1891-1989, Londra (Inghilterra)
- Wilhelm Jordan, (Germania)
- Karl Jung, (Germania)
- Heribert Kahmen, Hannover-Vienna (Germania e Austria)
- William Mason Kaula 1926-2000, (Stati Uniti)
- John A. O'Keefe 1916-2000, (Stati Uniti)
- Ramin Kiamehr, Zanjan (Iran)
- Max Kneissl, Monaco di Baviera (Germania)
- Per Knudsen, Copenaghen (Danimarca)
- Karl-Rudolf Koch, Bonn (Germania)
- Yoshihide Kozai, Boston (Stati Uniti)
- Th. N. Krassowski, (Russia)
- Johann Heinrich Louis Krüger 1857-1923, Berlino (Germania)
- Jean-Jacques Levallois 1911-2001, Institut géographique national Parigi, Francia
- Antonio Marussi 1908-1984, Trieste (Italia)
- Michail Sergeevič Molodenskij 1909-1991, (Russia)
- Helmut Moritz, Graz (Austria)
- Theodor Niethammer, (Svizzera)
- Wolfgang Pillewizer, Dresda-Vienna (Germania e Austria)
- Karl Ramsayer, Stoccarda (Germania)
- Christoph Reigber, Potsdam (Germania)
- Karl Rinner, Germania e Graz (Austria)
- Alwyn R. Robbins 1920-2002, Oxford (Inghilterra)
- Reiner Rummel, Monaco (Germania)
- Fernando Sansò 1945, Milano (Italia)
- Hellmut Schmid, (Svizzera)
- Michael G. Sideris, Calgary (Canada)
- Rudolf Sigl 1928-1998, Monaco (Germania)
- Lars Sjöberg, Stoccolma (Svezia)
- David G. Smith, (Stati Uniti)
- L. Tanni, Helsinki (Finlandia)
- Wolfgang Torge, Hannover (Germania)
- Carl Christian Tscherning, Copenaghen (Danimarca)
- Ilias N. Tziavos, Salonicco (Grecia)
- Werner Uhink, Potsdam (Germania)
- Yrjö Väisälä 1889-1971, (Finlandia)
- Petr Vaníček, Fredericton (Canada)
- Angelo Vecchia Formisano, Napoli (Italia)
- Felix Andries Vening-Meinesz 1887-1966, (Olanda)
- Thaddeus Vincenty, (Polonia)
- Alfred Wegener 1880-1930, (Germania)
- Helmut Wolf, Bonn (Germania)
- Thomas Wunderlich, Vienna-Monaco (Germania)